# بلانکا پورتیو
بلانکا پورتیو (اسپانیایی: Blanca Portillo‎؛ زادهٔ ۱۵ ژوئن ۱۹۶۳) بازیگر اهل اسپانیا است. وی از سال ۱۹۸۶ میلادی تاکنون مشغول فعالیت بوده‌است.

## گزیده فیلمشناسی
از فیلم‌ها یا برنامه‌های تلویزیونی که وی در آن نقش داشته است، می‌توان به مایشابل، متهم، قصه‌ای برایم بگو، تنها متعلق به من، آغوش‌های گسسته، بازگشت، بیوتیفول، اشباح گویا، آلاتریست، به‌طور کاملاً اتفاقی و آدم‌ربایی اشاره کرد.
پورتیو در سال ۲۰۰۶ برنده جایزه بهترین بازیگر زن جشنواره فیلم کن شده است.